# パスカル・アッカーマン
パスカル・アッカーマン（Pascal Ackermann、1994年1月17日 - ）は、ドイツ、ラインラント＝プファルツ州、カンデル出身の自転車競技選手。

## 経歴
- 2013年 - Rad-Net Rose Teamにてプロキャリアスタート。
- 2017年 - ボーラ＝ハンスグローエに移籍。クリテリウム・デュ・ドーフィネにて3度トップ10入りするが、初勝利には至らなかった。
  - 生まれ育ったドイツ南西部の街・ミンフェルトに「パスカル・アッカーマン・ヴィーク（道路）」と名付けられた通りが作られた[1]。
- 2018年
  - ツール・ド・ロマンディ第5ステージにてUCIワールドツアー初勝利[2]。
  - クリテリウム・デュ・ドーフィネ第2ステージにて優勝[3]。
  - ライドロンドン・サリークラシックにてワンデーレースでの初勝利を挙げた[4]。
  - ツール・ド・ポローニュ第1,2ステージにて快勝、結果として出場したレースにて4連勝となった[5]。
- 2019年
  - グランツール初出場となるジロ・デ・イタリアで区間通算2勝を挙げ、ポイント賞マリア・チクラミーノを獲得した[6]。

- 2022年
  - UAE チーム・エミレーツへ移籍。

## 主な戦績

### 2012年
- ニーダーザクセン・ルントファールト・ジュニア　ポイント賞（第3ステージ優勝）

### 2015年
- シュラキエム・グロドゥフ・ピアストヴキチュ　区間優勝（第2ステージ）

### 2016年
- ツール・ド・ベルリン　区間優勝（第3,4ステージ）
- ツアー・オブ・エストニア　新人賞
- ドイツ選手権・U23　優勝（ロードレース）
- シュパルカセン・ミュンスターラント・ギーロ　3位
- 世界選手権自転車競技大会ロードレース・U23　2位（ロードレース）

### 2018年
- ハンドザーメ・クラシック　3位
- デ・パンネ3日間　2位
- スヘルデプライス　2位
- ツール・ド・ロマンディ　区間優勝（第5ステージ）
- クリテリウム・デュ・ドーフィネ　区間優勝（第2ステージ）
- ドイツ選手権　優勝（ロードレース）
- ライドロンドン・サリークラシック　優勝
- ツール・ド・ポローニュ　区間優勝（第1,2ステージ）
- ブリュッセル・サイクリング・クラシック　優勝
- グランプリ・ド・フルミー　優勝
- ツアー・オブ・広西　区間優勝（第2ステージ）

### 2019年
- クラシカ・デ・アルメリア　優勝
- ブレーデネ・コクサイデ・クラシック　優勝
- エシュボルン＝フランクフルト 優勝
- ジロ・デ・イタリア　 ポイント賞 (第2、5ステージ優勝)
- ツアー・オブ・スロベニア　区間優勝（第1ステージ）
- ツール・ド・ポローニュ　区間優勝（第1、3ステージ）
- ドイツ・ツアー　区間優勝（第1ステージ）
- グランプリ・ド・フルミー 優勝
- Gooikse Pijl（英語版） 優勝
- ツアー・オブ・広西　 ポイント賞 (第3、6ステージ優勝)

### 2020年
- クラシカ・デ・アルメリア　優勝
- UAEツアー　区間優勝（第1ステージ）
- シビウ・サイクリングツアー　区間優勝（第2、3bステージ）
- ティレーノ〜アドリアティコ　 ポイント賞（第1、2ステージ優勝）
- ブエルタ・ア・エスパーニャ 区間優勝（第9、18ステージ）

### 2021年
- シビウ・サイクリングツアー　 ポイント賞 (プロローグ、第3ステージ優勝）
- セッティマーナ・チクリスティカ・イタリアーナ（英語版）　 ポイント賞（第2、3、5ステージ優勝）
- ドイツ・ツアー　 ポイント賞 (第1ステージ優勝）

### 2022年
- ブレーデネ・コクサイデ・クラシック 優勝
- ツール・ド・ポローニュ　区間優勝（第4ステージ）

### 2023年
- ジロ・ディ・イタリア 区間優勝（第11ステージ）
- ツアー・オブ・オーストリア 区間優勝（第1ステージ）